# 金殿传胪坊
金殿传胪坊位于安徽省黄山市歙县东郊桂林镇桂林村芳塘，已列为歙县文物保护单位。
金殿传胪坊是一座功名坊，高9米，四柱三间三楼冲天柱式，刻有“金殿传胪”字样，表彰明弘治十五年（1502年）壬戌科二甲第一名进士（传胪）胡煜。